# Église Saint-Laurent d'Erfurt
L’église Saint-Laurent est une église paroissiale catholique gothique qui se situe dans la vieille ville d'Erfurt en Thuringe (Allemagne).

## Histoire
Une première église vouée à saint Laurent est construite en 1138 par le vidame Giselbert de l'archevêché de Mayence, électorat du Saint-Empire romain germanique dont dépendait Erfurt. Elle est reconstruite en 1300, telle qu'elle se présente aujourd'hui. Elle subit quelques transformations après un incendie en 1413.
Elle est assignée au collège jésuite d'Erfurt entre 1664 et 1773, date de leur expulsion.
Son clocher comporte une cloche de 1445 et une cloche de 1962.
L'église Saint-Laurent est la première église de RDA à organiser à partir de 1978 des cérémonies œcuméniques, à l'époque où le pays était traversé de courants essayant de lutter contre l'athéisme d'État, à la fin de la guerre froide et du régime Brejnev en URSS. Un défilé pacifique a lieu en octobre 1989 de l'église Saint-Laurent jusqu'à l'église protestante Saint-André, contre les ordres de la Stasi. Elle devient un haut lieu de l'organisation des manifestations d'avant la chute du mur à l'automne 1989, jusqu'à l'hiver 1990.